# فهرست خودکشی‌ها
برخی از افراد شناخته شده با خودکشی به‌زندگی خود پایان داده‌اند. فهرست زیر در برگیرنده نام برخی از آن هاست.
فهرست: بالای صفحه - (۹-۰) آ الف ب پ ت ث ج چ ح خ د ذ ر ز ژ س ش ص ض ط ظ ع غ ف ق ک گ ل م ن و ه ی

## الف
- آرتور کستلر (۱۹۸۳)، نویسنده و کنشگر سیاسی
- ابراهیم منصفی، نویسنده ، خواننده و شاعر ، بازیگر ، خنیاگر؛آرتور کنم دویل
- امپدوکلس (۴۳۲)، فیلسوف یونان‌باستان
- اوسامو دازای (۱۹۴۸)،نویسنده ی ژاپنی
- آلبرت آیلر (۱۹۷۰) آهنگ‌ساز و خواننده آمریکایی
- اسلام کاظمیه (۱۹۹۷) نویسنده و فعال سیاسی ایرانی
- اندرو مارتینز (۲۰۰۶)، از دانشجویان دانشگاه برکلی که به لخت‌پیشگی گروید.
- اونا مانسون (۱۹۵۵)، هنرپیشه آمریکایی
- آنری دو مونترلان (۱۹۷۲)، نویسنده فرانسوی
- ایوانا برلیچ ماژورانیچ (۱۹۳۸) نویسنده کروات
- آدولف هیتلر (۱۹۴۵)، رهبر دولت نازی آلمان
- ارنست همینگوی (۱۹۶۱)، نویسنده آمریکایی
- آرون سوارتز (۲۰۱۳)، برنامه‌نویس کامپیوتر، نویسنده و فعال اینترنتی

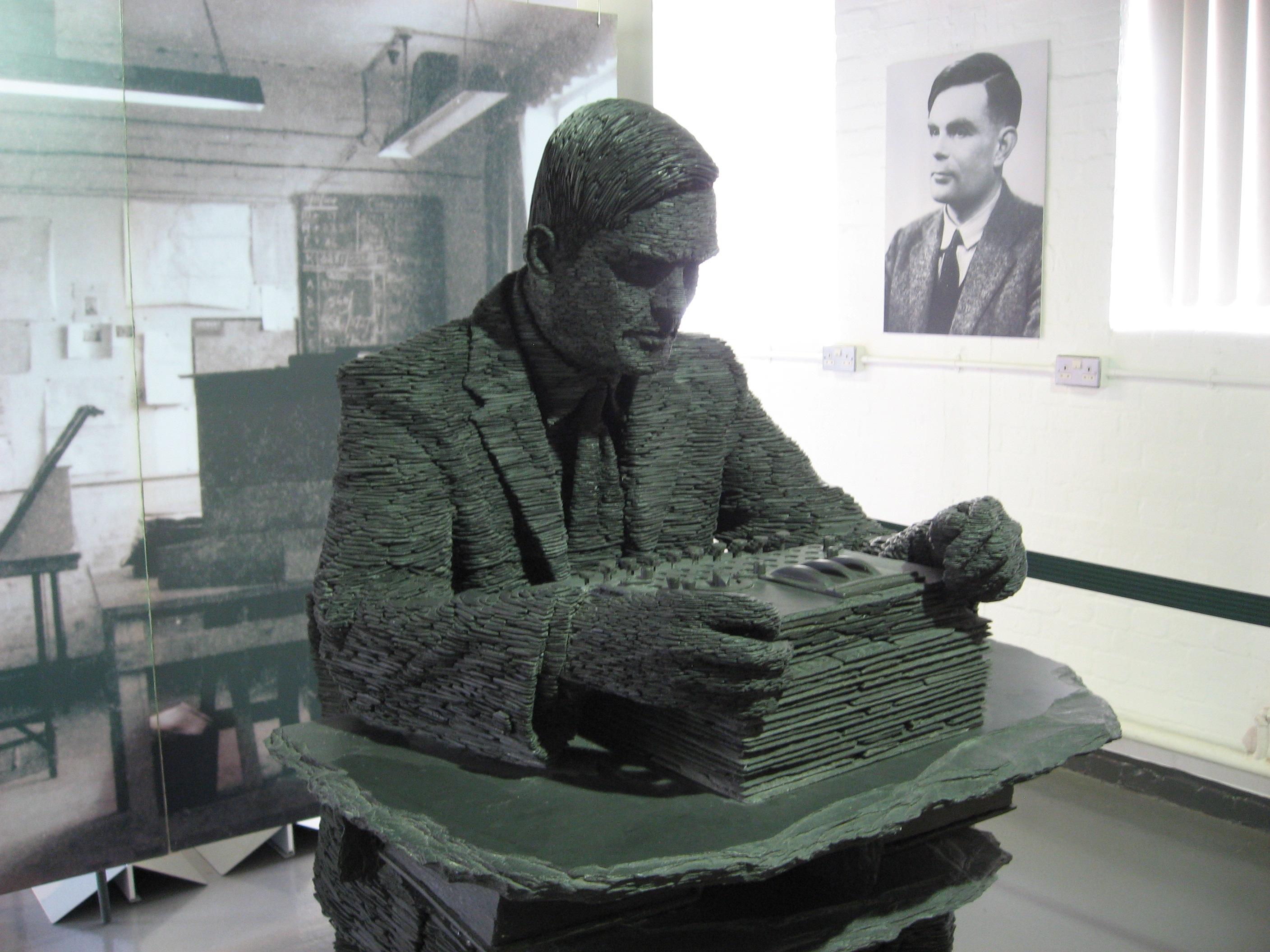
آلن تورینگ

- آلن تورینگ (۱۹۵۴)، ریاضی‌دان، منطق‌دان، و رمزنگار بریتانیایی
- اشتفان تسوایگ (۱۹۴۲)، نویسنده اتریشی
- استیگ داگرمن (۱۹۵۴)، نویسنده سوئدی

## ب
- بنجامین هندریکسون (۲۰۰۶)
- برایان کیت (۱۹۹۷)، هنرپیشه ی بریتانیایی
- بوهومیل هرابال (۱۹۱۴-۱۹۹۷)نویسنده جمهوری چک

## پ
- پل سلان، (۱۹۷۰) شاعر رومانیایی
- پاول یوزف گوبلز (۱۹۴۵)، از سران حزب نازی
- پدرو آرمنداریز (۱۹۶۳)، هنرپیشه مکزیکی

## ت
- تونی اسکات (۲۰۱۲) کارگردان سینما

## ج
- جین سیبرگ (۱۹۷۹)، هنرپیشه آمریکایی
- جورج ساندرز (۱۹۷۲)، هنرپیشه
- جان کندی تول (۱۹۶۹)، نویسنده آمریکایی
- جرزی کوزینسکی (۱۹۹۱) نویسنده لهستانی-آمریکایی
- کیم جونگ هیون (۲۰۱۷) خواننده ،شاعر ،آهنگساز و دی‌جی کره ای
- جویس ورلد (۲۰۱۹ )خواننده

## چ
چستر بنینگتون (۲۰۱۷) وکالیست لینکین پارک

## ح
- حسن هنرمندی (۲۰۰۲)، شاعر و مترجم ایرانی

## د
- دوروتی دندریج (۱۹۶۵)، هنرپیشه آمریکایی
- دنیس دنتون (۲۰۰۶) استاد دانشگاه کالیفرنیا

## ر
- رابین ویلیامز (۲۰۱۴) هنرپیشه و بازیگر آمریکایی
- ریچارد براتیگان (۱۹۸۴)، نویسنده ی آمریکایی
- رینالدو آرناس (۱۹۹۰) نمایش‌نامه‌نویس، نویسنده و شاعر کوبایی
- ریچارد فارنزورث (۲۰۰۰)، هنرپیشه ی آمریکایی
- روبرت آنکه (۲۰۰۹) بازیکن آلمانی فوتبال، با ایستادن روی ریل راه‌آهن در نزدیکی نوی‌اشتات آم روبنبرگه[۱][۲]
- رومن گاری (۱۹۸۰)، نویسنده لیتوانی الاصل فرانسوی

رسول حیدری

## ز
- زیگموند فروید (1939) روانشناس

## ژ
- ژرار دو نروال (۱۸۵۵)، شاعر فرانسوی
- ژیل دلوز (۱۹۹۵)، فیلسوف فرانسوی

## س
- سپهدار تنکابنی (۱۹۲۶)، سیاست‌مدار ایرانی
- سیامک پورزند (۲۰۱۱)، روزنامه‌نگار و فعال فرهنگی ایرانی
- سیلویا پلات (۱۹۶۳)، شاعر آمریکایی
- سافو، شاعر یونان باستان
- سولی (خواننده) کره ای

## ش
- شارل بوایه (۱۹۷۷)، هنرپیشه فرانسوی

## ص
- صادق هدایت (تولد ۱۲۸۱، مرگ ۱۳۳۰)، نویسنده ی ایرانی

## ع
- علی اکبر داور (۱۹۳۷)، سیاست‌مدار ایرانی
- علیرضا پهلوی (دوم) (۲۰۱۱)، فرزند سوم محمدرضا پهلوی آخرین پادشاه ایران
- عدنان اکبری (۲۰۲۳) دکتر روانشناس و نویسنده و مترجم

## غ
- غزاله علیزاده (۱۹۹۶)، نویسنده ایرانی
- غازی کنعان (۲۰۰۵)، وزیر کشور سوری

## ک
- کریس داتی (Chris Doty) (۲۰۰۶)، فیلمساز کانادایی
- کاپوسین (۱۹۹۰)، هنرپیشه فرانسوی

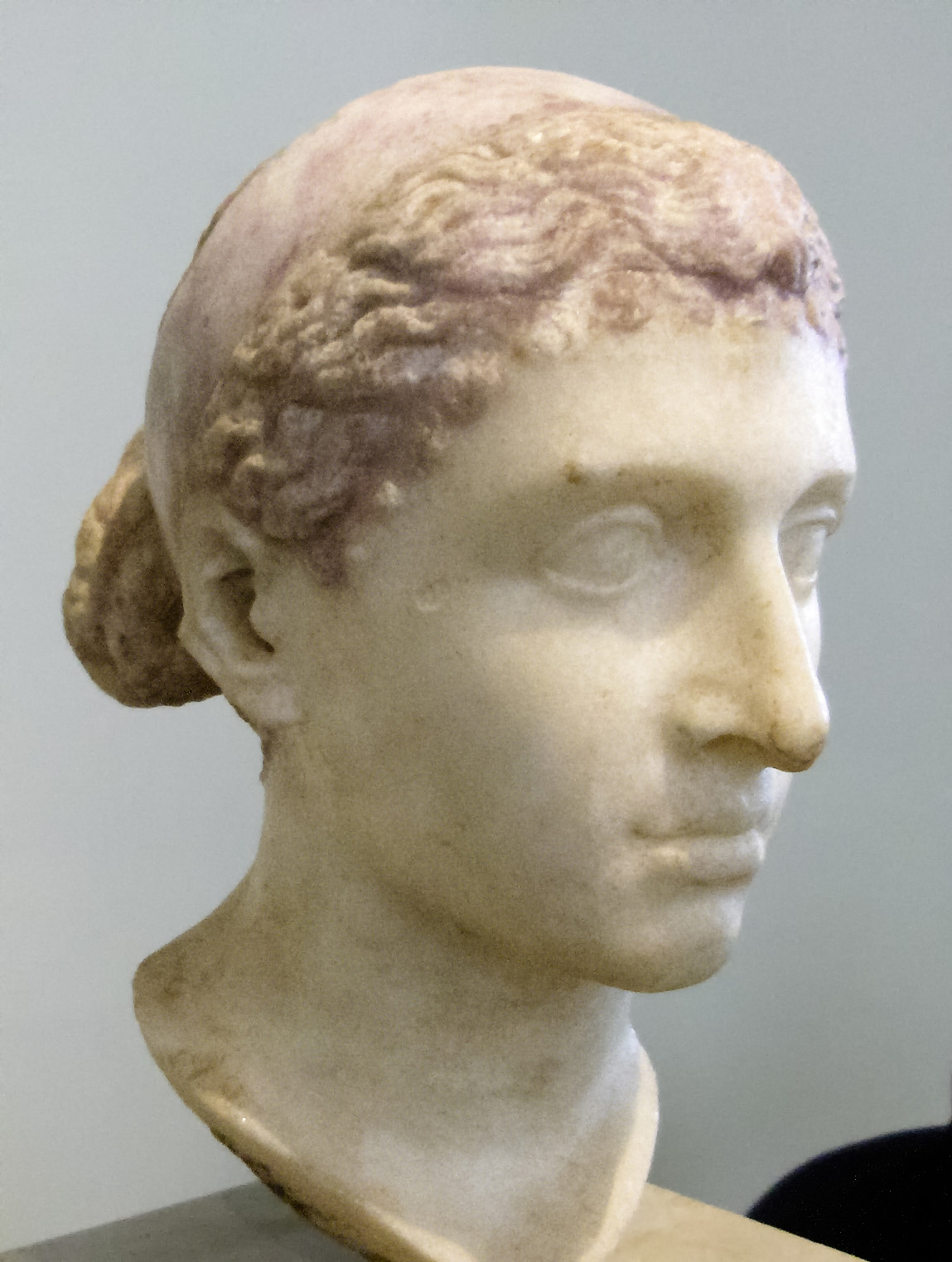
کلئوپاترا

- کلئوپاترا (۶۹–۳۰ قبل از میلاد)، ملکه ی مصر
- کرت کوبین (۱۹۹۴)، خواننده و گیتاریست گروه نیروانا
- کولژیت راندهاوا (۲۰۰۶) هنرپیشه هندی
- کریس کورنل نوازنده و خواننده ی راک (۲۰۱۷)
- کیومرث پور احمد نویسنده و کارگردان(۲۰۲۳)

## گ
- گی دوبور (۱۹۹۴)، نویسنده، نظریه‌پرداز و سینماگر فرانسوی
- گیگ یانگ (۱۹۷۸)، هنرپیشه آمریکایی

## ل
- لیلا پهلوی (۲۰۰۱)، کوچک‌ترین فرزند محمدرضا پهلوی آخرین پادشاه ایران

## م
- متود ترابک (۲۰۰۶)، قاتل اسلوانیایی
- میلان بابیچ (۲۰۰۶) رهبر پیشین جمهوری صربستان کراجینا که به عنوان جنایتکار جنگی شناخته شده‌بود.
- منصور خاکسار (۲۰۱۰)، شاعر، نویسنده، ویراستار و فعال سیاسی ایرانی
- مرلین مونرو (نام اصلی: نورماجین بیکر) (۱۹۶۲)، هنرپیشه ، خواننده و مدل آمریکایی متولد ۱۹۲۶
- مارک پاتوین (۲۰۰۶)، تعلیم‌دهنده ی هاکی
- مارک روتکو (۱۹۷۰) نقاش سبک اکسپرسیونیسم
- مایک کلی هنرمند آمریکایی
- محمد مرادی (۲۰۲۲) دانشجوی معترض ایرانی در جریان خیزش ۱۴۰۱ ایران
- مونبین (۲۰۲۳) خواننده کره ای عضو گروه استرو

مهشید رضایی دانش اموز ایرانی

## ن
- نادژدا آلیلیوا (۱۹۳۲)، دومین همسر جوزف استالین
- نرون (۶۸ پیش از میلاد مسیح)، امپراتور روم

## و
- ولادیمیر مایاکوفسکی (آوریل، ۱۹۳۰) شاعر روس

- ونسان ونگوگ (۱۸۹۰)، نقاش هلندی

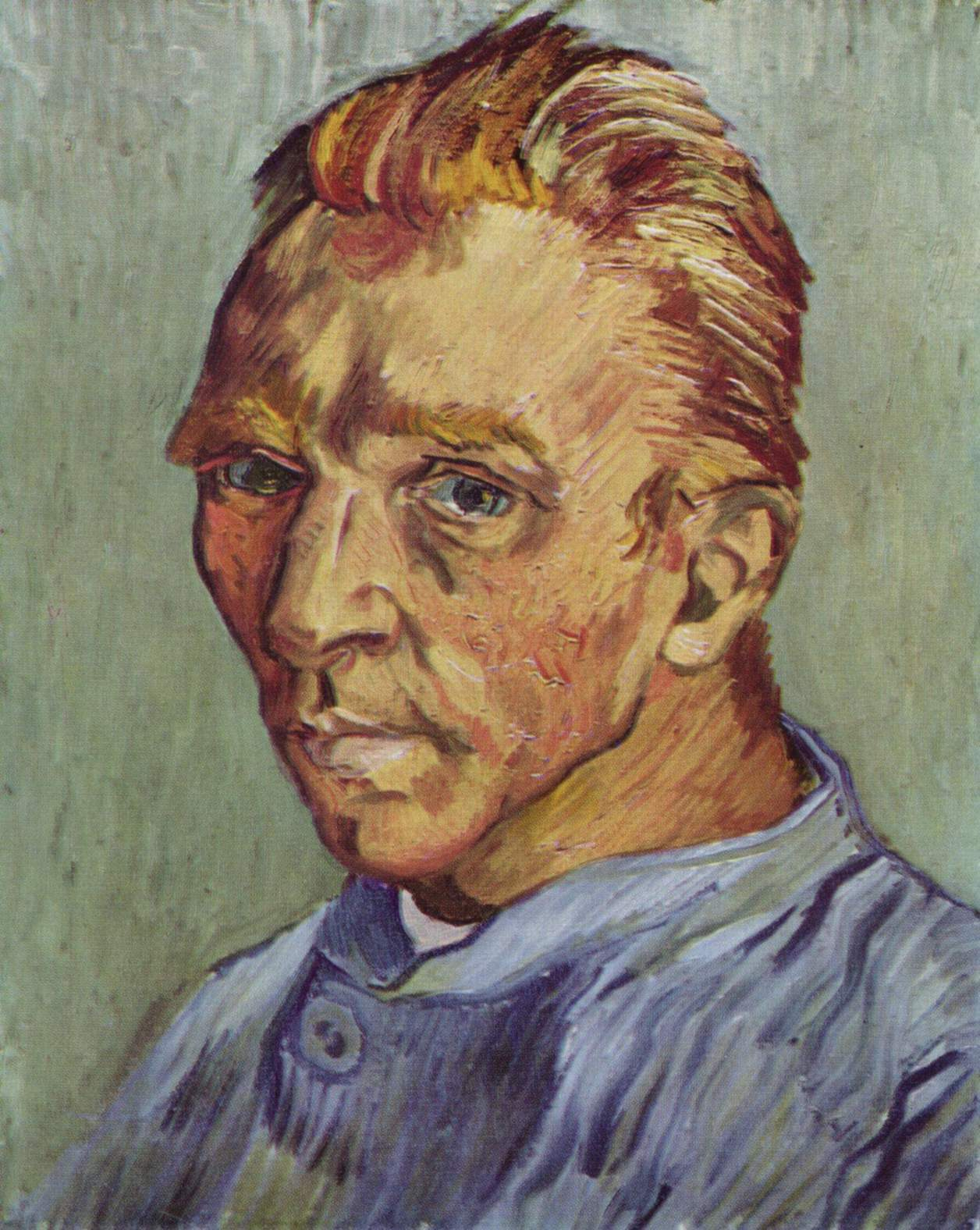
ونسان ونگوگ

- ویرجینیا وولف (۱۹۴۱)، نویسنده انگلیسی
- والتر بنیامین (۱۹۴۰)، فیلسوف آلمانی

## ه
- هانیبال (۱۸۳ قبل‌ازمیلاد)، سردار و سیاست‌مدار کارتاژی
- هاینریش هیملر (۱۹۴۵)، از رهبران نازی
- هادی پاکزاد(۲۰۱۶) خواننده و ترانه سرای ایرانی
- هیث لجر(۲۰۰۸) بازیگر استرالیایی

## ی

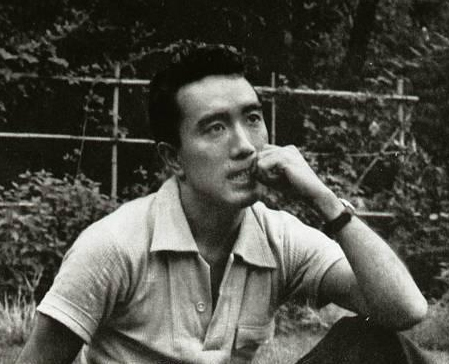
یوکیو میشیما

- یان مازاریک (۱۹۴۸)، سیاست‌مدار جمهوری‌چک
- یهودای اسخریوطی، حواری خائن به عیسی مسیح
- یاسوناری کاواباتا (۱۹۷۲)، نویسنده ژاپنی